# Dorval
Dorval är en stad på ön Île de Montréal i den kanadensiska provinsen Québecs sydligaste del och ingår i staden Montréals storstadsområde. Den grundades 1667 av katolska präster som etablerade en mission i utkanterna av Ville-Marie, som var en fransk by och som var det ursprungliga Montréal. Staden var med om tre namnändringar genom åren, där ursprungsnamnet var Gentilly, det blev senare bytt till La Présentation-de-la-Vierge-Marie och sen slutligen till Dorval. 1892 blev Dorval en bykommun (municipalité de village) och elva år senare blev den stad (ville). 1956 blev Dorval istället cité, en annan typ av stad. Den 1 januari 2002 slogs staden ihop med staden Montréal och var en stadsdel i den senare men efter en folkomröstning 2004 blev det framröstat att Dorval åter skulle bli en egen stad den 1 januari 2006.
Staden breder sig ut över 29,10 kvadratkilometer (km2) stor yta, där flygplatsen Aéroport international Pierre-Elliott-Trudeau de Montréal tar upp omkring 60 % av den, och hade en folkmängd på 19 302 personer vid den nationella folkräkningen 2021.
Staden är officiellt tvåspråkig (franska och engelska), med 47 % engelsktalande och 32 % fransktalande (modersmålstalare) vid folkräkningen 2021.